# Gara Apața
Gara Apața este o stație de cale ferată care deservește comuna Apața, județul Brașov, România.